# NGC 6220
NGC 6220 (również PGC 58979 lub UGC 10541) – galaktyka spiralna (Sab), znajdująca się w gwiazdozbiorze Wężownika. Odkrył ją Lewis A. Swift 19 czerwca 1887 roku.